# Alice Kotowska
Alice Kotowska (in polacco Alicja Kotowska; Varsavia, 20 novembre 1899 – Piasnica, 11 novembre 1939) è stata una religiosa polacca, venerata come beata dalla Chiesa cattolica.

## Biografia
Maria Jadwiga Kotowska, nota come Beata Alice, fu professa della Congregazione delle Suore della Resurrezione di Nostro Signore Gesù Cristo.
Superiora di una casa della sua congregazione a Varsavia, fu fucilata dai nazisti insieme ad altri detenuti in una foresta a Piasnica, presso Wejherowo, l'11 novembre 1939.

## Culto
Fu beatificata da papa Giovanni Paolo II a Varsavia il 13 giugno 1999 con altri 107 martiri polacchi della seconda guerra mondiale.

## Martirologio Romano
All'11 novembre si legge: «Nella cittadina di Laski Piasnica presso la città di Wejherowo in Polonia, beata Alicia Kotowska, vergine della Congregazione delle Suore della Risurrezione del Signore e martire, che durante la guerra morì fucilata per avere strenuamente difeso la sua fede in Cristo.»